# Jagdstaffel 29
La Jagdstaffel 29 (in tedesco: Königlich Preußische Jagdstaffel Nr 29, abbreviato in Jasta 29) era una squadriglia (staffel) da caccia della componente aerea del Deutsches Heer, l'esercito dell'Impero tedesco, durante la prima guerra mondiale (1914-1918).

## Storia
La Jagdstaffel 29 viene fondata il 28 dicembre 1916 presso il Flieger-Abteilung (dipartimento di aviazione) di Hannover. La squadriglia iniziò le operazioni a Juniville il 15 febbraio 1917 a sostegno della 3ª Armata. Ottenne la prima vittoria aerea il 16 marzo 1917, quando Wilhelm Allmenröder ha abbattuto un pallone di osservazione nemico. Quasi un mese dopo, l'11 aprile 1917 la squadriglia perse il suo primo pilota. La Jasta spostò la sua base operativa il 16 aprile per sostenere la 1ª Armata. Il 22 giugno 1917, la Jasta 29 passò sul fronte dove era operativa la 6ª Armata. Il 28 novembre 1917 venne spostata a sostegno della 2ª armata e il 14 dicembre la squadriglia si trasferì di nuovo per supportare ancora una volta la 6ª Armata.
L'8 agosto 1918, Jasta 29 sostenne ancora una volta la 2ª Armata a Peronne. Il 30 settembre l'unità aerea venne spostata per l'ultima volta per supportare la 4ª armata dove rimase fino alla fine della guerra.
Il Leutnant Hans Holthusen è stato l'ultimo Staffelführer (comandante) della Jagdstaffel 29, dal 28 settembre del 1918 fino alla fine della guerra.
Alla fine della prima guerra mondiale alla Jagdstaffel 29 vennero accreditate 96 vittorie aeree. Di contro, la Jasta 29 perse 13 piloti, uno fu fatto prigioniero di guerra e 12 furono feriti in azione oltre a 2 piloti uccisi e 1 ferito in incidenti aerei.

## Lista dei comandanti della Jagdstaffel 29
Di seguito vengono riportati i nomi dei piloti che si succedettero al comando della Jagdstaffel 29.
| Grado        | Nome            | Periodo                              |
| ------------ | --------------- | ------------------------------------ |
| Hauptmann    | Hermann Palmer  | 31 gennaio 1917 - 5 febbraio 1917    |
| Leutnant     | Ludwig Dornheim | 5 febbraio 1917 – 29 aprile 1917     |
| Leutnant     | Kurt Wolff      | 6 maggio 1917 – 2 luglio 1917        |
| Leutnant     | Erwin Böhme     | 2 luglio 1917 - 18 agosto 1917       |
| Oberleutnant | Otto Schmidt    | 19 agosto 1917 – 18 ottobre 1917     |
| Oberleutnant | Harald Auffarth | 19 ottobre 1917 - 28 settembre 1918  |
| Leutnant     | Hans Holthusen  | 28 settembre 1918 - 11 novembre 1918 |

## Lista delle basi utilizzate dalla Jagdstaffel 29
- Juniville, Francia: 15 febbraio 1917 – 21 giugno 1917
- Mons-en-Pevelle: 22 giugno 1917 – 27 giugno 1917
- Bersée, Francia: 28 giugno 1917 – 17 luglio 1917
- Handzaeme: 18 luglio 1917 – 31 luglio 1918
- Torhout: 1 agosto 1917 – 13 settembre 1917
- Aertrycke: 14 settembre 1917 – 27 novembre 1917
- Émerchicourt, Francia: 28 novembre 1917 – 13 dicembre 1917
- Bellincamps: 14 dicembre 1917 – 30 marzo 1918
- Phalempin, Francia: 31 marzo 1918 – 12 aprile 1918
- Gondecourt, Francia: 13 aprile 1918 – 17 agosto 1918
- Bellincamps: 18 agosto 1918 – 28 settembre 1918
- Kruishoutem, Belgio: 29 settembre 1918 – 5 ottobre 1918
- Aertrycke: 6 ottobre 1918 – 11 novembre 1918

## Lista degli aerei utilizzati della Jagdstaffel 29
- Albatros D.III
- Pfalz D.III
- Fokker D.VII

## Lista degli assi che hanno prestato servizio nella Jagdstaffel 29
Di seguito vengono elencati i nomi dei piloti che hanno prestato servizio nella Jagdstaffel 29 con il numero di vittorie conseguite durante il servizio nella squadriglia e riportando tra parentesi il numero di vittorie aeree totali conseguite.
| Asso                     | Vittorie |
| ------------------------ | -------- |
| Harald Auffarth          | 24 (29)  |
| Karl Pech                | 9        |
| Fritz Kieckhäfer         | 7 (8)    |
| August Burkard           | 6        |
| Siegfried Westphal       | 6        |
| Otto Christian Schmidt   | 4 (20)   |
| Günther Schuster         | 3 (6)    |
| Eugen Siempelkamp        | 2 (5)    |
| Kurt Wolff               | 2 (33)   |
| Erwin Böhme              | 1 (24)   |
| Theodor Hermann Dahlmann | 1 (7)    |